# Botanischer Garten Bratislava

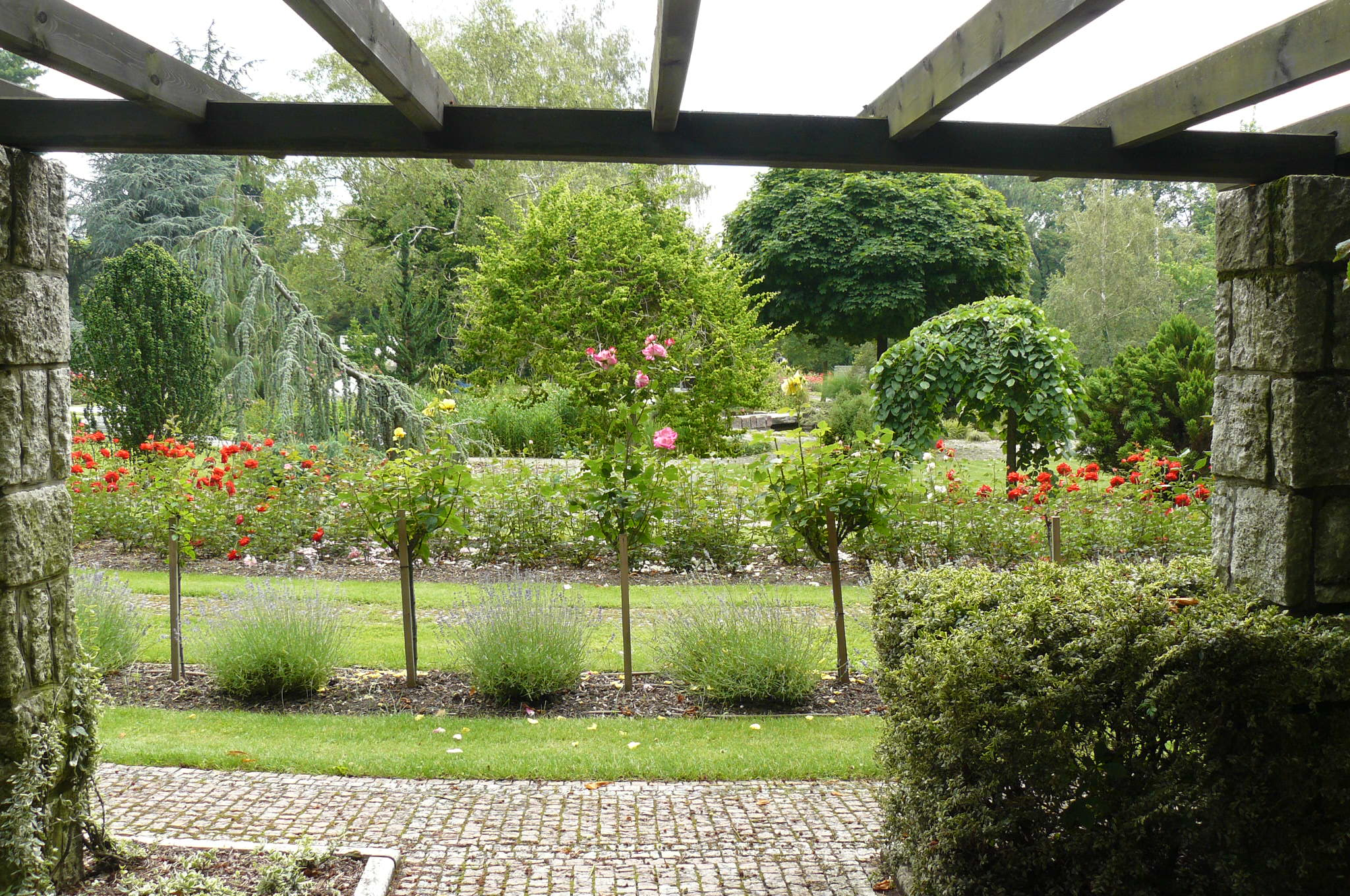
Rosengarten

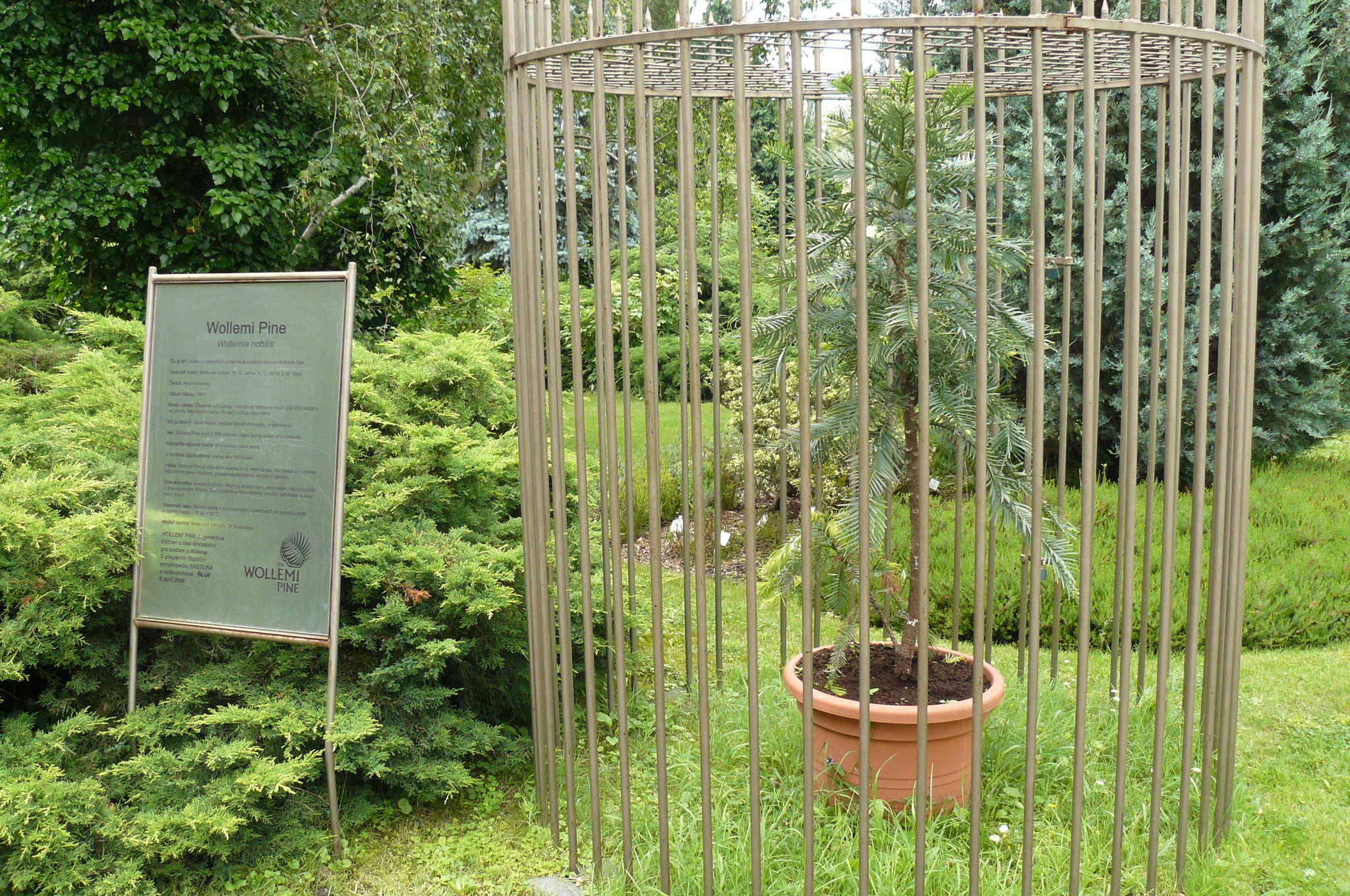
Eine Wollemie im Botanischen Garten

Der Botanische Garten (slowakisch Botanická záhrada) in Bratislava, der Hauptstadt der Slowakei, liegt im Stadtteil Karlova Ves westlich des Stadtzentrums, unmittelbar an der Mündung der Vydrica in die Donau. Formal gehört der Garten zur Comenius-Universität und liegt nahe dem Sitz der Naturwissenschaftlichen Fakultät an der Straße Botanická. Dementsprechend heißt die Anlage offiziell Botanischer Garten der Comenius-Universität (slowakisch Botanická záhrada Univerzity Komenského, kurz Botanická záhrada UK).
Auf einer Fläche von fast 7 ha findet man fast 4000 Pflanzenarten, dazu 264 Baumarten und ein Rosengarten mit 150 Rosenarten.
Der Botanische Garten wurde im Jahr 1942 angelegt, mit dem Bau wurde der Vorsteher des botanischen Instituts, František Nábělek, beauftragt. Gewählt wurde ein 6,6 ha großes Grundstück nahe der bestehenden Lanfranconi-Villa. Nach dem Zweiten Weltkrieg wurden die Gewächshäuser gebaut, ein Bewässerungssystem angelegt sowie mehr als 3000 Pflanzensorten gepflanzt. Der Garten wurde 1949 eröffnet.
Der Garten ist vom April bis Oktober täglich für die Öffentlichkeit zugänglich. Beim Eintritt ist eine Gebühr zu entrichten.